# Сказки Гофмана
«Ска́зки Го́фмана» (фр. Les contes d'Hoffmann) — опера французского композитора Жака Оффенбаха, основанная на произведениях Гофмана и его биографии. Впервые поставлена в 1881 году, после смерти композитора. Одна из самых часто исполняемых опер французского репертуара.

## История создания и постановок
В 1851 году в Париже была поставлена пьеса М. Карре и Ж. Барбье «Сказки Гофмана», представлявшая собой переработку рассказов Гофмана («Песочный человек», «Сказка о потерянном отражении» и «Советник Креспель»), при этом в качестве главного героя всех трёх историй выступал сам писатель, а не созданные им персонажи. Позже Барбье переработал пьесу в либретто и предложил её нескольким композиторам, в том числе Оффенбаху, который был известен как автор оперетт и не написал ни одной оперы. Однако в итоге именно Оффенбах получил возможность использовать либретто Барбье.
Оффенбах интенсивно работал над оперой вплоть до своей смерти в 1880 году, однако не успел её закончить. На момент смерти автора в театре «Опера-Комик» в Париже уже начались пробы, однако не хватало некоторых деталей к третьему акту и эпилогу. Композитор Эрнест Гиро работал над завершением оперы, пользуясь черновиками Оффенбаха, однако он не успевал к премьере, и директор театра Кавальо (Cavalho) исключил весь третий акт. В итоге на премьере в начале 1881 года «Сказки Гофмана» выглядели совсем не так, как представлял их себе Оффенбах. Несмотря на это, опера имела огромный успех, и в конце года состоялась её премьера в Вене. На втором венском представлении произошёл пожар, и театр сгорел дотла. Это придало опере славу приносящей неудачу, что помешало её будущим постановкам.
В 1904 году состоялось представление «Сказок Гофмана» в Монте-Карло. В партитуру были внесены значительные изменения, приблизившие третий неоконченный акт к стилю остальных частей оперы. Данная версия послужила основой издания Шудена (Chouden) 1907 года, получившего наибольшее распространение. В издании Шудена соблюдён оригинальный порядок актов Оффенбаха: «Олимпия», «Антония», «Джульетта». После Второй мировой войны в архивах были найдены новые материалы, написанные Оффенбахом для оперы. И с тех пор практически каждое десятилетие выходил новый вариант «Сказок Гофмана». Баркарола из третьего акта оперы звучит во многих художественных фильмах.

## Действующие лица
| Роль                             | Голос         | Исполнитель на премьере 10 февраля 1881 Дирижёр: Жюль Данбе |
| -------------------------------- | ------------- | ----------------------------------------------------------- |
| Гофман, поэт                     | тенор         | Жан-Александр Талазак                                       |
| Олимпия, механическая кукла      | сопрано       | Адель Изаак                                                 |
| Антония, юная девушка            | сопрано       | Адель Изаак                                                 |
| Джульетта, куртизанка            | сопрано       | Адель Изаак                                                 |
| Стелла, певица                   | сопрано       | Адель Изаак                                                 |
| Линдорф, советник                | бас-баритон   | Эмиль-Александр Таскен                                      |
| Коппелиус, партнёр Спалланцани   | бас-баритон   | Эмиль-Александр Таскен                                      |
| Миракль, доктор                  | бас-баритон   | Эмиль-Александр Таскен                                      |
| Дапертутто                       | бас-баритон   | Эмиль-Александр Таскен                                      |
| Никлаус, друг Гофмана            | меццо-сопрано | Маргерит Югальд                                             |
| Лютер, хозяин кабачка            | бас           |                                                             |
| Андреас, слуга Стеллы            | тенор         |                                                             |
| Спаланцани, физик-изобретатель   | тенор         |                                                             |
| Кошниль, слуга Спаланцани        | тенор         |                                                             |
| Креспель, советник, отец Антонии | бас           |                                                             |
| Франц, слуга Креспеля            | тенор         |                                                             |
| Шлемиль, поклонник Джульетты     | баритон       |                                                             |
| Питтикиначчо                     | тенор         |                                                             |
| Голос матери Антонии             | меццо-сопрано |                                                             |
| Муза поэзии                      | сопрано       |                                                             |
| Хор: студенты, гости.            |               |                                                             |

## Сюжет

### Пролог
Действие происходит в таверне в немецком городе Нюрнберге. Муза открывает намерение заставить Гофмана отречься от любви и посвятить свою жизнь только ей. Она принимает образ ближайшего друга Гофмана — Никлаусса. Гофман же безнадёжно влюблён в певицу Стеллу, которая в данный момент поёт в опере Моцарта «Дон Жуан». Стелла в конце концов отвечает на чувства Гофмана и посылает ему письмо, в котором просит о встрече в гримёрной после представления. Письмо и ключ от комнаты Стеллы перехватывает соперник Гофмана — Линдорф, который застаёт поэта в таверне и насмехается, намереваясь прийти на свидание. Гофман находит утешение в выпивке, рассказывает легенду о крошке Цахесе, а потом три любовные истории из своей жизни, соответствующие трём актам оперы. 

### Акт I. Олимпия
Гофман, будучи учеником у физика Спаланцани, влюбляется в его дочь — Олимпию. Поэт покупает магические очки у оптика Коппелиуса, зашедшего к Спаланцани и требующего от него денег (в итоге Спалланцани даёт Коппелиусу чек прогоревшего банка). Очки раскрашивают мир яркими красками, и Олимпия кажется Гофману живой. Гофман в очках приходит на вечер, устроенный Спаланцани, где Олимпия поёт ставшую знаменитой арию «Les oiseaux dans la charmille». Во время танца с Олимпией очки Гофмана разбиваются, тут появляется взбешённый Коппелиус и разбивает Олимпию на части. Посреди смеющейся толпы Гофман осознаёт, что из-за очков он не понял, что влюбился в механическую куклу.

### Акт II. Антония
Гофман влюбляется в Антонию, страдающую от загадочной болезни, усиливающейся во время пения. Антония унаследовала от своей умершей матери талант певицы, однако её отец Креспель запрещает ей идти по стопам матери, боясь, что её ждёт такая же судьба. Гофман пробирается в дом Антонии в отсутствие отца. Они решают пожениться. Когда Креспель возвращается, приходит и доктор Миракль и принуждает Креспеля позволить лечить Антонию. Спрятавшийся Гофман узнаёт, что его возлюбленная может умереть, если будет петь, и после ухода Миракля уговаривает её отказаться от карьеры певицы. Доктор Миракль, застав Антонию одну, убеждает её последовать примеру матери, стать знаменитой. Миракль вызывает в сознании Антонии образ матери и заставляет её начать петь. Креспель появляется за мгновенье до смерти дочери, за ним входит Гофман, и Креспель, уверенный, что он виновен в смерти Антонии, пытается его убить. Никлаусс спасает поэта от мести разгневанного отца.

### Акт III. Джульетта
В Венеции Гофман влюбляется в куртизанку Джульетту, находящуюся в зависимости от мистического Дапертутто, который заставляет её соблазнить Гофмана и украсть его отражение. До этого она украла тень влюблённого в неё Шлемиля. Гофман поддаётся на чары Джульетты и теряет своё отражение. Шлемиль вызывает Гофмана на дуэль, где Гофман его убивает, сражаясь шпагой, полученной от Дапертутто. Гофман забирает у Шлемиля ключи от комнаты Джульетты, но куртизанка уже уплывает с новым любовником Питтикиначчо.
В редакции Жана-Кристофа Кека/Мишеля Кайе, которая считается аутентичной оригинальному замыслу Оффенбаха, имеется ряд существенных отличий. В сюжете присутствует сцена встречи Дапертутто и Гофмана, карточной игры между Гофманом и Шлемилем, а также азартная ария Джульетты. Джульетта просит Гофмана отдать отражение уже после дуэли с Шлемилем. В конце гости обнаруживают потерю отражения поэта, и насмехаются над ним вместе с Джульеттой и Дапертутто. Появляются полицейские с целью арестовать Гофмана за убийство Шлемиля. Гофман выхватывает шпагу и пытается убить куртизанку, но Дапертутто насылает на него чары, и поэт вместо Джульетты убивает её любовника- горбатого шута Питтикиначчо. Джульетта убита горем. Гофман и Никлаусс, воспользовавшись суматохой, бегут.

### Эпилог
В нюрнбергской таверне хмельной Гофман объясняет, что Олимпия, Антония и Джульетта — это три ипостаси Стеллы, и клянётся никогда больше не любить. В этот момент Муза сбрасывает с себя образ Никлаусса, и поэт покоряется ей. Стелла приходит в таверну искать Гофмана, но Муза объясняет, что тот её больше не любит… Линдорф предлагает Стелле идти с ним, и она соглашается.

## Избранные записи
- 1964 Оркестр Концертного общества Парижской консерватории / Андре Клюитенс (EMI)
- 1971 Оркестр Романской Швейцарии / Ричард Бонинг[англ.] (Decca)
- 1973 Лондонский симфонический оркестр / Юлиус Рудель (Westminster Records)
- 1981 Оркестр Ковент-Гардена / Жорж Претр (Warner Music DVD; зап. спектакля в Ковент-Гардене)
- 1986 Национальный оркестр Франции / Сейдзи Одзава (Deutsche Grammophon)
- 1988 Оркестр театра Ла Монне / Sylvain Cambreling (EMI)
- 1996 Оркестр Лионской оперы / Кент Нагано (Erato)
- 2000 Оркестр Капитолия Тулузы / Мишель Плассон (Premiere Opera DVD; зап. с фестиваля «Chorégies d’Orange»)

## Экранизации
По сюжету оперы английский тандем Пауэлл—Прессбургер поставил в 1951 году одноимённый фильм.